# Marta Ortiz
Marta Adela Ortiz Silva (Buin, 23 settembre 1923 – ...) è stata una cestista cilena.

## Carriera
Con il Cile disputò due edizioni dei Campionati mondiali (1953, 1957) e vinse tre medaglie d'oro ai Campionati sudamericani (1946, 1950, 1956).